# Сэйлз, Джон
Джон Томас Сэйлз (англ. John Thomas Sayles; род. 28 сентября 1950, Скенектади, Нью-Йорк)  — американский независимый кинорежиссер, сценарист, монтажер,  редактор, актер и писатель. Он дважды был номинирован на премию «Оскар» за лучший оригинальный сценарий, за фильмы «Рыба страсти» (1992) и «Звезда шерифа» (1996). Его фильм «Эскадроны смерти» (1997) был номинирован на «Золотой глобус» за лучший фильм на иностранном языке. Его режиссёрский дебют, «Возвращение Сикокус 7» (1980), был добавлен в Национальный реестр американских фильмов.
Среди актёров, которые регулярно работали с Сэйлзом, были Мэгги Ренци, Дэвид Стратэрн, Джо Мортон, Крис Купер, Мэри МакДоннелл, Винсент Спано, Кевин Тай, Джош Мостел, Том Райт, Гордон Клэпп и Анджела Бассетт.

## Фильмография
| Год  | Русское название           | Оригинальное название           | Примечание                       |
| ---- | -------------------------- | ------------------------------- | -------------------------------- |
| 1980 | Возвращение Сикокус 7      | Return of the Secaucus 7        | режиссерский дебют, актер (Хауи) |
| 1983 | Лиана                      | Lianna                          | актер (Джерри)                   |
| 1983 | Крошка, это ты!            | Baby It's You                   |                                  |
| 1984 | Брат с другой планеты      | The Brother from Another Planet | актёр (человек в черном №2)      |
| 1987 | Мэтуон                     | Matewan                         | актёр (проповедник)              |
| 1988 | Восьмёрка выбывает из игры | Eight Men Out                   | актёр (Ринг Ларднер)             |
| 1991 | Город надежды              | City of Hope                    | актёр (Карл)                     |
| 1992 | Рыба страсти               | Passion Fish                    | номинация на премию «Оскар»      |
| 1994 | Тайна острова Роан-Иниш    | The Secret Of Roan Inish        |                                  |
| 1996 | Звезда шерифа              | Lone Star                       | номинация на премию «Оскар»      |
| 1997 | Эскадроны смерти           | Men with Guns                   |                                  |
| 1999 | Забвение                   | Limbo                           |                                  |
| 2002 | Солнечный штат             | Sunshine State                  |                                  |
| 2003 | Приемные матери            | Casa de los Babys               |                                  |
| 2004 | Серебряный город           | Silver City                     |                                  |
| 2007 | Бар «Медонос»              | Honeydripper                    |                                  |
| 2010 | Амиго                      | Amigo                           |                                  |
| 2013 | Пойти за сестёр            | Go for Sisters                  |                                  |